# Supercoppa olandese 2023 (pallavolo femminile)
La Supercoppa olandese 2023, 32ª edizione della Supercoppa nazionale di pallavolo femminile, si è svolta il 1º ottobre 2023: al torneo hanno partecipato due squadre di club olandesi e la vittoria finale è andata per la terza volta allo Sneek.

## Regolamento
La formula ha previsto una gara unica.

## Squadre partecipanti
| Squadra    | Qualificazione                           |
| ---------- | ---------------------------------------- |
| Sliedrecht | Vincitrice Coppa dei Paesi Bassi 2022-23 |
| Sneek      | Vincitrice Eredivisie 2022-23            |

## Torneo
| 1º ottobre 2023 Sneker Sporthal, Sneek Durata: 1h:46 - Spettatori: ? | Sneek | 3 - 1 | Sliedrecht | 25-23, 25-10, 24-26, 31-29 |